# Ман (остров)
Ман (на английски: Isle of Man; на мански: Ellan Vannin) е владение на Британската корона. Представлява остров в архипелага Британски острови, намиращ се в Ирландско море, между Великобритания (на 45 km на изток) и Ирландия (на 50 km на запад).
Островът държава има специфичен статус на политическа зависимост от Британската корона и формално не е част от Обединеното кралство, нито е бил част от Европейския съюз в годините, в които Обединеното кралството е член. На флага на острова е изобразен символът трискелион.
Държавен глава на острова е крал Чарлз III. Короната се представлява от лейтенант-губернатор. Въпреки че островът не е част от Великобритания, връзките с външния свят и защитата на острова са поети като задължение от Обединеното кралство.

## История
Островът е бил заселен от келтите. През V – VI век населението е християнизирано от ирландски монаси.
От IX век започват нашествия на нормани и с времето островът става тяхно местообитание.
През 1266 г. островът става част от Шотландия, но през цялото време на шотландско господство към него проявяват претенции монарсите на Англия.
Остров Ман става протекторат на Англия през 1333 г. През 1828 г. статутът на острова става зависима от Великобритания територия.
До средата на XIX век официален език на острова е местното келтско наречие манкс.

## Владение на острова
- От 836 до 1265 г. – крале на острова са местни благородници;
- от 1265 до 1290 г. – монархът на Шотландия;
- от 1296 до 1313 г. – монархът на Англия;
- от 1313 до 1333 г. – островът е спорен между Шотландия и Англия;
- 1333 г. – английският крал Едуард III го обявява за владение на Английската корона и го дава под властта на благородническата фамилия de Montacute;
- от 1405 до 1504 г. островът е владение на благородническия род Стенли;
- през 1504 г. Томас III Стенли е обявен за лорд на Ман и титлата се приема по наследство от фамилията до 1736 г.;
- от 1736 до 1765 г. за лорд на Ман е титулуван Джеймс Мъри, наследен от Джон Мъри;
- през 1765 г. кралят на Англия приема титлата лорд на Ман, което още е валидно.

## Географска характеристика
Площта на острова е около 600 km². Брегова линия 160 km. Релефът е равнинен и хълмист на север и юг с максимална височина връх Снайфел (621 m). Между двете възвишения от запад на изток се простира широка около 3 km долина. Климатът е умерен, морски, характеризиращ се с прохладно лято и мека зима. Средно четири месеца годишно небето над остров Ман е облачно. На територията на острова няма находища на природни ресурси. Обработваемата земя е едва 9%, а останалите 91% са вечнозелени пасища, гори и хълмове. Най-често срещаните проблеми с околната среда на острова се свежда до замърсяването на въздуха от прелитащи самолети.

## Население
През 2010 г. е извършено преброяване на населението на остров Ман, което възлиза на 76 512 души (по този показател острова е на 199-o място в света). Средната възраст на населението е 42,3 години. Възрастовата структура на населението е следната:
- от 0 до 14 години: 16,9%
- над 15 до 64 години: 66,0%
- над 64 години 17,1%

## Политическо устройство
Глава на държавата е монархът на Обединеното кралство, носещ титлата лорд на Ман (Lord of Mann). Той е представен на острова от лейтенант-губернатор с мандат от 5 години. Остров Ман има собствен парламент от две камари – Tynwald (Thingvöller), който е действащ от 979 г.
Столица на острова е град Дъглас.
Правителството на острова е от 9 министерства, начело с министър-председател, избиран от парламента за мандат от 5 години. Външната политика и отбраната на острова са дело на Великобритания.
На острова няма административно деление на области, но въпреки всичко налице са 24 местни области, във всяка от които се провеждат избори.
Националният празник е Tynwald day, който се празнува на 5 юли.
Законите, които се прилагат на остров Ман, са тези, които се прилагат в Британия, допълнени от манксиския устав.
Право да участват в избори имат всички жители на острова, навършили 16 години.

## Икономика
Офшорните банки, производството и туризма са ключови сектори на икономиката на остров Ман. Правителството стимулира високотехнологични компании и финансови институции да отварят офиси на острова, с което се цели разширяване на възможностите за реализация на местното население. В резултат на ориентацията към високите технологии, селското стопанство и риболова (основни стълбове на икономиката в миналото) допринасят все по-малко към брутния вътрешен продукт на острова. Правителството е намерило и друг начин за привличане на чуждестранни инвестиции, а именно регистрирането на сайтове за онлайн хазарт и филмова индустрия. Търговията на острова е предимно с Великобритания, но също така пазарите на Европейския съюз са отворени.
Формирането на БВП по сектори е 86% от сферата на услугите, 13% от сферата на индустрията и 1% от земеделие. Работната сила на острова е 39 690 души (2001 г.). Безработицата на острова е ниска, през последните години е под 2%.
Туризмът е основният поминък и източник на средства на остров Ман. Пример за това е, че през 1992 г. островът е бил посетен от над 300 хиляди туристи.
Част от населението работи в аграрния сектор, занимавайки се с отглеждане на картофи, овощни култури, а също така с говедовъдство, овцевъдство и птицевъдство.
Промишлеността има второстепенно значение и е развита най-вече леката промишленост – хранителната и текстилната.
Основното, което остров Ман изнася на външните пазари, е херинга, обработени миди, телешко и агнешко месо. Внасят се основно дървен материал, торове и риба.
Островът издава собствена емисия пощенски марки.

## Комуникации
Стационарните телефонни линии на острова са 51 хиляди. Основните средства за комуникация са мобилни телефони, стационарни телефони и факсове.
От територията на острова се излъчват 7 радиостанции, като телевизията се приема от Великобритания.

## Транспорт
Остров Ман разполага с едно летище, 63 km жп линии и 500 km асфалтирани пътища. Островът разполага с две пристанища – в столицата Дъглас и в град Рамзи.